# L'Œil de Carafa
L'Œil de Carafa (titre original : Q) est un roman de Luther Blissett, publié pour la 1re fois en Italie au mois de mars 1999 par la maison d'édition Einaudi et traduit dans une dizaine de langues.
Il paraît en France le 24 mars 2001, aux Éditions du Seuil, traduit de l'italien par Nathalie Bauer.
Derrière le pseudonyme de Luther Blissett se cachent le quatuor d'écrivains, Roberto Bui, Giovanni Cattabriga, Federico Guglielmi et Luca Di Meo, aujourd'hui membres du collectif Wu Ming après la dissolution du Luther Blissett Project en 1999.
Comme les autres livres de Luther Blissett, L'Œil de Carafa bénéficie du copyleft et est publié avec la mention suivante : « La reproduction, intégrale ou partielle, de l'œuvre et sa diffusion par voie électronique sont autorisées à l'usage des lecteurs et à des fins non commerciales  tant que les informations relatives au copyright, à l’éditeur et la provenance de l’œuvre sont clairement reconnues. » .

## La trame
Le livre narre le voyage effectué par un capitaine, anabaptiste radical, à travers l'Europe, dans la première moitié du XVIe siècle, au cours duquel il prend part aux divers mouvements et soulèvements consécutifs à la réforme protestante. L'intrigue couvre une période de 30 ans, où le protagoniste, qui change souvent d'identité, participe à la guerre des Paysans allemands aux côtés de Thomas Müntzer, à la rébellion de Münster, pour ensuite trouver refuge à Anvers et enfin à Venise. Le protagoniste se trouve impliqué dans une lutte sans merci contre l'énigmatique Q, un espion zélé au service du cardinal Giovanni Pietro Carafa, le contrôleur général de l'Inquisition, jalonnée de conjurations, trahisons, massacres. Sans s'être affrontés directement auparavant, les deux hommes se retrouvent à Venise pour l'épilogue de cette sanguinaire chevauchée.

## Interprétations
En Europe, plusieurs critiques perçoivent L'Œil de Carafa comme un manifeste politique et soutiennent que le roman est une allégorie de la société européenne après le déclin des mouvements de protestation des années 1960 et 1970. Comme au XVIe siècle où la Contre-Réforme a réprimé tout courant théologique alternatif ou mouvement social et la Paix d'Augsbourg a consacré la division du continent entre pouvoirs catholiques et protestants, les vingt dernières années du XXe siècle ont été marquées par une résurgence vindicative des thèses conservatrices et la mondialisation économique du FMI a semblé écraser toute résistance.
Cette interprétation trouve également son origine dans une phrase des auteurs, qui décrivent L'Œil de Carafa comme un manuel des techniques de survie.
Cependant, c'est une des nombreuses interprétations émises au lendemain de la publication du livre. Selon d'autres lecteurs et critiques, L'Œil de Carafa est une autobiographie légèrement déguisée de Luther Blissett, fantôme collectif et subversif, changeant d'identité. En réalité, le protagoniste n'a pas de nom (il faut rappeler que les auteurs se sont rebaptisés ultérieurement Wu Ming, dont l'un des sens en chinois, selon la prononciation de la 1re syllabe, signifie anonyme), est impliqué dans les soulèvements, incite les personnes à la rébellion, organise des arnaques et des actes malveillants.
Deux romanciers, le britannique Stewart Home et l'américain David Liss ont qualifié le livre d'anti-roman, avec cependant des analyses différentes. Alors que Stewart Home met l'accent sur les références sociales, politiques et subculturelles incluses dans l'intrigue, David Liss rejette le livre comme inutile et auto-référentiel.
D'autres lecteurs ont exprimé une opinion différente sur L'Œil de Carafa le qualifiant, indépendamment du radicalisme, du postmodernisme et des allégories, de roman d'aventures, de cape et d'épée dans la pure veine salgarienne et d'autres auteurs populaires de feuilletons.

## Personnages et événements

### Guerre des Paysans allemands
- Thomas Münzer, pasteur réformateur pasteur et anabaptiste
- Martin Bucer, théologien et réformateur
- Wolfgang Fabricius Köpfel Capiton, théologien et réformateur
- Martin Cellarius, réformateur unitarianiste
- Bataille de Frankenhausen, le 15 mai 1525

### Rébellion deMünster
- Jean de Leyde, chef des anabaptistes de Münster
- Jan Matthijs, charismatique meneur et prophète anabaptiste
- Melchior Hoffman, prophète anabaptiste
- Bernhard Rothmann, théologien anabaptiste
- Franz von Waldeck, évêque
- Bernhard Knipperdolling, meneur anabaptiste
- Bernhard Krechting, chef de guilde au conseil municipal de Münster
- Heinrich Krechting, meneur anabaptiste
- Heinrich Gresbeck, citoyen de Münster

### Anvers
- Jan van Batenburg, anabaptiste radical
- Anton Fugger, banquier
- Eloi Pruystinck, chef des Libertins d'Anvers ou loïstes

### Venise
- Joseph Nassi, un marrane
- Giovanni Pietro Carafa, contrôleur général de l'Inquisition
- Reginald Pole, cardinal

## Possible influence sur QAnon
Wu Ming 1, ancien membre de Luther Blissett, émet la théorie que QAnon aurait possiblement commencé comme un canular faisant référence à L'Œil de Carafa et aux canulars de Luther Blissett.